# Любовь на сто процентов
«Любовь на сто процентов» (англ. 100% Love, телугу 100% లవ్, другое название «100% любви») — индийский фильм режиссёра Сукумара на языке телугу, вышедший в прокат 6 мая 2011 года. Сюжет рассказывает о двух молодых людях, совершенно противоположных по характеру, которые влюбляются друг в друга, но не могут быть вместе из-за собственной гордости. Главные роли исполнили Нага Чайтанья, Таманна Бхатия.
Фильм стал хитом проката и заработал Nandi Awards как лучший фильм для домашнего просмотра и принёс несколько наград исполнительнице главной роли, Таманне. 
Фильм дублирован на малаялам с тем же названием. Планировался ремейк на хинди. Был переснят лишь один раз на бенгальском языке под названием Prem Ki Bujhni в 2016, сейчас плалнируют запустить ремейк на тамильском языке под названием 100% Kadhal.
На русский язык дублирован по заказу компании Ред Медиа для показа на канале Индия ТВ.

## Сюжет
Парень в наряде жениха приходит в бар и заказывает себе выпивку. Другие посетители бара начинают выспрашивать у него, что случилось, и тогда он рассказывает им свою историю.
Героя звали Балу. А его история началась, когда в город приехала его кузина Махалакшми. Тогда как Балу всего себя посвящал учёбе, что позволило ему стать лучшим студентом колледжа, Махалакшми была простой деревенской девушкой, любящей радоваться жизни. И с учёбой у неё сначала не заладилось. Тогда Балу по просьбе родственников взялся ей помогать. И в итоге на следующем экзамене она его обошла. И так как теперь она стала лучшей студенткой в доме, всё стало по её правилам. Тогда Балу решил взять реванш, втайне от кузины он усиленно занимался, тогда как ей всё время вставлял палки в колеса. Но Махалакшми раскрыла его замысел и ответила той же монетой. В результате на следующем экзамене первым стал совсем другой студент, Аджит. Это расстроило их обоих, и они решили объединиться. Махалакшми взяла на себя отвлекать от учёбы Аджита, а Балу в свою очередь обещал отвадить жениха, которого ей нашёл отец. В итоге первым на итоговых экзаменах стал Балу. Родственники видя как сблизились их дети во время подготовки к экзаменам решили их поженить, но из-за случайной обмолвки между молодыми людьми разыгралась крупная ссора. Махалакшми уехала с отцом, не желая больше видеть Балу.
Вновь они встретились только через три года, когда навещали в больнице их бабушку. Однако всё вновь закончилось перепалкой. Когда родственники опять заговорили о свадьбе, Балу сказал, что у него уже есть девушка Свапна. Махалакшми в ответ согласилась выйти замуж за Аджита, который стал намного более успешным, чем Балу. Обе свадьбы назначили на один день. Но у Балу начались проблемы на работе, когда партнёр подвёл его. Тогда Махалакшми вызвалась ему помочь. Они оба усердно работали и вывели компанию из кризиса. На вечеринке по случаю успеха, Балу признался, что всё время старался стать первым, чтобы лучше выглядеть в глазах Махалакшми, так как он любит её. Она ответила, что тоже его любит, но он ей не поверил.
И вот в этот день Балу собирается жениться на Свапне, а Махалакшми — выйти замуж за Аджита.

## В ролях
- Нага Чайтанья — Балу
- Таманна Бхатия — Махалакшми
- М. С. Нараяна — директор колледжа
- Дхармаварапу Субраманьям — Джон Ачария, дядя
- К. Р. Виджая[англ.] — Махалакшми, бабушка
- Виджаякумар[англ.] — Балу Махендра, дедушка
- Нареш[англ.] — Рамеш, отец Балу
- Тара Алиша[англ.] — Свапна, невеста Балу
- Нанду — Аджит Джоги
- Сатьям Раджеш[англ.] — Прасад, жених Махалакшми
- Тагуботу Рамеш[англ.] — посетитель бара
- Мегхна Найду[англ.] — танцовщица в песне «Diyalo Diyala»
- Марьям Закария — танцовщица в песне «Diyalo Diyala»
- Мастер Никхил — «Четвёртый», подопечный Балу

## Производство
Ещё до завершения «Арья 2» Сукумар обсудил с Geetha Arts создание фильма с Варуном Сандешем и Таманной Бхатия в главных ролях, но затем пересмотрел свои планы и взял на главную роль Нагу Чайтанья.
Согласно словам продюсера Банни Васу, одним из рассматриваемых кандидатов был также Аллу Арджун.
Сюжет разработан Сукумаром, сценарий был подготовлен Харипрасадом, в то время как диалоги написал Рамеш, в общей сложности над историей работали 4-5 человек.
Съёмки фильма были запущены 7 июня 2010 года, первую сцену сняли по руководством режиссёра С. С. Раджамаули.
Название фильма 100% Love было анонсировано 20 марта 2011 года.
Ранее рассматривались такие варианты как I Love You Mahalakshmi,
I am Number One,
My Name is Mahalakshmi, Nenu Naa Mahalakshmi, I Love You и Balu weds Mahalakshmi.
Изначально фильм планировалось выпустить в декабре 2010, но из-за технических проблем и забастовок релиз отложили до марта 2011 года.

## Саундтрек
Саундтрек к фильму был выпущен 19 мая 2008 года в Хайдарабаде и получил положительный отклик. 
Вся музыка написана Деви Шри Прасадом.
| №                   | Название                             | Текст песни         | Исполнители              | Длительность |
| ------------------- | ------------------------------------ | ------------------- | ------------------------ | ------------ |
| 1.                  | «Infatuation»                        | Чандрабос           | Аднан Сами               | 5:10         |
| 2.                  | «Thiru Thiru Gananadha»              | Рамаджогайя Шастри  | Харини                   | 3:28         |
| 3.                  | «Aho Balu»                           | Шри Мани            | Ранджит, Шри Чаран       | 5:09         |
| 4.                  | «A Square B Square» (Male Version)   | Шри Мани            | Деви Шри Прасад          | 2:05         |
| 5.                  | «Dhooram Dhooram»                    | Чандрабос           | Типпу                    | 4:49         |
| 6.                  | «A Square B Square» (Female Version) | Шри Мани            | Свати Редди              | 1:51         |
| 7.                  | «That is Mahalakshmi»                | Шри Мани            | Ричард и хор             | 3:23         |
| 8.                  | «Diyalo Diyala»                      | Чандрабос           | Прия Химеш, Кхуши Мурали | 6:31         |
| 9.                  | «Panthamekkado»                      | Чандрабос           | Харичаран, Швета Мохан   | 2:10         |
| 10.                 | «Pellithone»                         | Чандрабос           | Харичаран, Швета Мохан   | 1:48         |
| Общая длительность: | Общая длительность:                  | Общая длительность: | Общая длительность:      | 32:33        |

## Критика
| Рейтинги      | Рейтинги                                                                                |
| Издание       | Оценка                                                                                  |
| ------------- | --------------------------------------------------------------------------------------- |
| Rediff.com    | 3 из 5 звёзд · 3 из 5 звёзд · 3 из 5 звёзд · 3 из 5 звёзд · 3 из 5 звёзд                |
| Idlebrain.com | 3,5 из 5 звёзд · 3,5 из 5 звёзд · 3,5 из 5 звёзд · 3,5 из 5 звёзд · 3,5 из 5 звёзд      |
| 123telugu.com | 3,25 из 5 звёзд · 3,25 из 5 звёзд · 3,25 из 5 звёзд · 3,25 из 5 звёзд · 3,25 из 5 звёзд |

Радхика Раджамани из Rediff.com в своей рецензии сказала: «сценарий Сукумара достаточно хорошо разработан. Во многом фильм имел логичный сюжет. Если он задал основу с хорошими описаниями характеров, то Нага Чайтанья и Таманна обеспечили идеальный проброс своей игрой. Их правдоподобные выступления просто зажгли фильм».
Сериш Нанисети из The Hindu написал о фильме «было весело наблюдать, как он движется по знакомой территории студенческой жизни к семейной драме с правдоподобным, но несколько предсказуемым сюжетом».
В отзыве NDTV было добавлено, что «работа оператора и детализация в фильме восхитительны… С другой стороны, кульминация приводит в замешательство и не может апеллировать к массам».
Дипа Гаримелла с сайта Fullhyd.com отметила, что было странно видеть, как герои с их бесчисленными взаимными обидами объединяются за несколько часов перед свадьбой с другими людьми.
Oneindia заключил, что «до интервала фильм интересный, но после этого повествование становится чертовски медленным, поднимает обороты перед кульминационной сценой и сцена кульминации также представляется довольно шаблонной».
123telugu.com согласился, что вторая половина фильма вышла слабее первой.
Idlebrain.com назвал главными плюсами фильма творческое мышление режиссёра и музыку.
IndiaGlitz охарактеризовал его как веселый, освежающий, занимательный, причудливый и интересный.

## Награды и номинации
| Награды и номинации | Награды и номинации               | Награды и номинации                                                         | Награды и номинации               | Награды и номинации | Награды и номинации |
| Дата                | Награда                           | Категория                                                                   | Номинант                          | Результат           | Ссылка              |
| ------------------- | --------------------------------- | --------------------------------------------------------------------------- | --------------------------------- | ------------------- | ------------------- |
| 17 июня 2012        | CineMAA Awards                    | Лучшая женская роль                                                         | Таманна Бхатия                    | Победа              | [ 23 ] [ 24 ]       |
| 24 июня 2012        | Hyderabad Times Film Awards       | Лучший молодёжный фильм                                                     |                                   | Победа              | [ 25 ]              |
| 24 июня 2012        | Hyderabad Times Film Awards       | Лучшая женская роль                                                         | Таманна Бхатия                    | Победа              | [ 25 ]              |
| 7 июля 2012         | Filmfare Awards South (Телугу)    | Лучший фильм                                                                |                                   | Номинация           | [ 26 ]              |
| 7 июля 2012         | Filmfare Awards South (Телугу)    | Лучшая режиссура                                                            | Сукумар                           | Номинация           | [ 26 ]              |
| 7 июля 2012         | Filmfare Awards South (Телугу)    | Лучшая женская роль                                                         | Таманна Бхатия                    | Номинация           | [ 26 ]              |
| 7 июля 2012         | Filmfare Awards South (Телугу)    | Лучшая музыка к песням                                                      | Деви Шри Прасад                   | Номинация           | [ 26 ]              |
| 7 июля 2012         | Filmfare Awards South (Телугу)    | Лучший женский закадровый вокал                                             | Свати Редди («A Square B Square») | Номинация           | [ 26 ]              |
| 4 августа 2012      | Mirchi Music Awards South         | Подающий надежды поэт-песенник                                              | Шри Мани («Aho Balu»)             | Победа              | [ 27 ]              |
| 13 октября 2012     | Nandi Awards                      | Лучший фильм для домашнего просмотра (англ. Best home-viewing feature film) |                                   | Победа              | [ 28 ] [ 29 ]       |
| 13 октября 2012     | Nandi Awards                      | Лучшая детская роль                                                         | Мастер Никхил                     | Победа              | [ 28 ] [ 29 ]       |
| 20 апреля 2013      | TSR–TV9 National Film Awards 2011 | Лучшая женская роль                                                         | Таманна Бхатия                    | Победа              | [ 30 ]              |